# Quercus stenophylloides
Quercus stenophylloides är en bokväxtart som beskrevs av Bunzo Hayata. Quercus stenophylloides ingår i släktet ekar, och familjen bokväxter. Inga underarter finns listade i Catalogue of Life.